# ويستبورن بارك (محطة مترو أنفاق لندن)
ويستبورن بارك (بالإنجليزية: Westbourne Park)‏ هي إحدى محطات مترو أنفاق لندن. تقع على خط هامرسميث وسيتي أفتتحت في المنطقة (Zone) رقم 2 أفتتحت في فبراير 1866.